# Eugenio García Nielfa
Eugenio García Nielfa (1883-1953) fue un escritor y periodista español.

## Biografía
Nacido en las islas Filipinas, siendo estas territorio español, en 1883 en el seno de una familia de ascendencia riojana, se trasladó a la Península ibérica poco antes de la independencia del archipiélago. 
Su padre Blas García Hernández, nacido en la localidad riojana de Anguiano, era capitán del ejército español destinado en la Capitanía General de Filipinas, que hasta 1821 había sido dependiente del Virreinato de Nueva España. Por esta razón toda la familia residía en las islas Filipinas, dónde nacieron sus hijos. Tras el desastre del 98, su padre fue uno de los llamados "Últimos de Filipinas", aunque no estuvo en el sitio de Baler, estuvo retenido por el gobierno de Aguinaldo hasta 1900. Este hecho le marcaría profundamente en su posterior vida literaria, siendo el escritor que con más continuidad hizo uso del término “hispanidad” entre 1914 y 1925.
Para 1908 ya trabajaba como periodista para la Agencia «Almodóvar», y al año siguiente pasó a ser redactor del periódico El Cronista de Málaga. Posteriormente sería fue redactor-jefe del Diario de Córdoba durante algún tiempo; no obstante, abandonaría la redacción del diario en 1918.
García Nielfa se adscribió a las tesis del andalucismo, convirtiéndose en uno de sus principales activistas. Llegó a dirigir el semanario Andalucía, revista que se convirtió en el órgano del andalucismo. En enero de 1919 asistió a la Asamblea de Córdoba. Por su vinculación con las luchas obreras de mayo de 1919 sería represaliado y encarcelado, y posteriormente desterrado a la provincia de Jaén. Durante su estancia allí contribuyó a la difusión del ideario andalucista en esta provincia.
Tiempo después estuvo destinado a Marruecos como corresponsal de guerra, durante la llamada guerra del Rif.
Fue miembro de la Real Academia de Ciencias, Bellas Letras y Nobles Artes de Córdoba. Falleció en la capital cordobesa en 1953.

## Obras
- —— (1922). Moros y cristianos. Impresiones del Rif. Córdoba: Imp. del Diario de Córdoba.[12]